# فيصل الأحمر
فيصل الأحمر (مواليد 11 يناير 1973) هو روائي وشاعر وأكاديمي جزائري. نشر العديد من الدراسات والبحوث والنصوص في مجلات ومواقع جزائرية وعربية وعالمية. وصف فيصل الأحمر بـ«رائد الخيال العلمي في الجزائر».

## مسيرته
وُلد فيصل الأحمر في 1 يناير 1973 في ولاية تبسة. حصل على بكالوريا في الرياضيات سنة 1991، وعلى ليسانس أدب عربي سنة 1995، وماجستير أدب عربي سنة 2001، ثم دكتوراه في النقد المعاصر سنة 2011. يشغل أستاذا محاضرا بالمدرسة العليا للأساتذة بقسنطينة، وأستاذا محاضرا بجامعة جيجل. يُقيم في مدينة الطاهير بولاية جيجل. كان من بين أعضاء لجنة تحكيم جائزة الطاهر وطار للرواية في دورتها الأولى.
صدر له في أواخر سنة 2019، كتاب «خزانة الأسرار»، ومن الجدير بالذكر أن غلافه قد احتوى على ملاحظة «سيرة شبه ذاتية». وصدر الكتاب عن دار الماهر بالجزائر. ورصد تحليل للكتاب في «آربيان بيزنس» «محاولات الكاتب الحثيثة لإثارة دهشة القارئ، وخلخلة قناعاته الجمالية، ليعيد حساباته السابقة»، ولوحظت «مراعاة أسلوبه اللغة الأدبية وإضفاء جو من الشاعرية على النصوص، مع الحرص على خلق أبعاد لغوية دلالية تتجاوز السرد والوصف العادي، وميله في بعض المواطن إلى الرمزية.». وقد ذكر الأحمر أن الكتاب يحتوي على تفاصيل من طفولته والتي يعاني بسبب فقدانه لبعض ذكرياته عنها.
صدرت أربع طبعات لروايته «أمين العلواني» كان أولها سنة 2008، وآخرها 2020. وهي رواية تنتمي إلى فئة الخيال العلمي التجريبي، تغلّف سيرة غيرية وتتضمن أجزاء من السيرة الذاتية لكاتب متخيل سيعيش طوال القرن الحالي (يفترض أنه ولد في 2017) يُدعى أمين العلواني.
صدرت له في سنة 2021، وعن دار ميم للنشر بالجزائر، رواية ”ضمير المتكلم”. ووصف الأحمر الرواية بأنها «تأريخ للمهمشين، والمغلوبين في التاريخ».

## آراؤه
اعتبر فيصل الأحمر أنه لا يوجد ما يسمى بالرواية النموذجية، وعلل ذلك بقوله: «هنالك روايات شديدة التأنّق والنظافة، كروايات روسو تورغنيف أو بعض نتاج زولا والرومانسيين قبله، أو مجمل ما كتبه الآباء المؤسّسون العرب: جورجي زيدان والمنفلوطي وجبران، وهنالك روايات تحب تمريغ أنفها في التراب كنصوص سالنجر وبوكوفسكي وبوروز والواقعيين الإيطاليين.. ولا شيء يجمع بين هذين المزاجين الروائيين. إذا أنت وضعت في دماغٍ واحدٍ رشيد بوجدرة ومالك حداد، سيحدث ارتجاج في الجمجمة، بسبب البون الشاسع بين عالميهما.. ولا أحد يملك أن يقول عن هذا إنه هو الجميل، وعن المنافي له إنه خردة أدبية». ويرى الأحمر أن كلّ رواية قد كتبت لجمهور معين، وهناك اختلاف في الأذواق.
يرى الأحمر أن انتشار وسائل التواصل الاجتماعي قد انعكس بالإيجاب على القراءة والكتاب، وذلك على عكس التوقعات القالة بأن إنسان القرن الواحد والعشرين سيبتعد عن الكتب، على حد تعبيره.

## أعماله
- 2002: وقائع من العالم الآخر، (قصص من الخيال العلمي)[13]
- 2003: رجل الأعمال (رواية)، منشورات التبيين[14]
- 2007: مساءلات المتناهي في الصغر (شعر)[15]
- 2008: أمين العلواني (رواية خيال علمي)[16]
- 2009: الدليل السيميولوجي، (دراسة)، دار الألمعية، الجزائر[17]
- 2010: معجم السيميائيات (دراسة)، الدار العربية للعلوم ناشرون (مؤلف جماعي)[18]
- 2011: ساعة حرب ساعة حب (رواية)[19]
- 2013: دراسات في الأداب الأجنبية، دار الألمعية، الجزائر[20]
- 2014: مجنون وسيلة (شعر)، دار التحدي
- 2015: حالة حب (رواية)[21]
- 2017: الرغبات المتقاطعة (شعر)، الهيئة المصرية العامة للكتاب بمصر
- 2017: قلّ…فدلَّ (شعر)، دار المثقف، الجزائر
- 2017: مدارج التدبير ومعارج التفكير – دراسات في الخيال العلمي وفلسفته، دار سحر للنشر، تونس[22]
- 2018: خرائط العوالم الممكنة - دراسة في الخيال العلمي، فضاءات الأردنية (مؤلف جماعي).[23]
- 2018: النوافذ الداخلية (رواية)[24]
- 2019: خزانة الأسرار، دار الماهر، الجزائر
- 2021: ضمير المتكلم، دار ميم للنشر بالجزائر
- 2002: منمنمات شرقية شعر، رابطة إبداع الثقافية.[25]
- 2019: حرب يوغرطة (ترجمة)[26]
- 2003: الجحيم والجنون: شعر (ترجمة)، منشورات التبيين، الجاحظية.[27]
- 2015: المعلقات التسع: شعر، دار الأوطان، الجزائر.[28]
- 2009: كتاب الرؤى: ورشات، دار الأمير خالد، الجزائر.[29]
- 2009: عالم جديد فاضل: رواية (ترجمة)[30]
- 2009: دراسات في الأدب الجزائري المعاصر، منشورات اتحاد الكتاب الجزائريين.[31]
- 2009: الموسوعة الأدبية، دار المعرفة.[32]
- 2009: مغامرات السرد وهستيريا التقطيع (مقال)[33]
- 2009: الملامح ما بعد الحداثية في رواية «تفنست» «لعبد الله حمادي» (مقال).[34]
- 2009: دائرة معارف حداثية، دار الأوطان للطباعة والنشر والتوزيع والترجمة.[35]
- 2012: الجزائر الفرنسية كما يراها أحد الأهالي (ترجمة)[36]
- 2004: الرواية الفرنسية المعاصرة (ترجمة)، منشورات مخبر الترجمة في الأدب واللسانيات.[37]
- 2017: من سلطة التدليل إلى سلطة التخييل بين السرد والتاريخ (مقال)[38]
- 2019: أفق الدراسات الثقافية، منشورات الاختلاف.[39]
- 2015: رحلتي صوب رشيد بوجدرة (مقال)[40]
- 2007: سلطة السياق: سعيد يقطين بين جيرار جينيت وبيار زيما (مقال).[41]
- 2010: الخطاب النقدي لدى عبد المالك مرتاض (مقال).[42]
- 2009: حداثة الخطاب في أدب الخيال العلمي الجزائري (مقال).[43]
- 2011: كتابة التاريخ لدى واسيني الأعرج (مقال).[44]
- 2009: الخروج إلى المتاهة شعر، دار الأمير خالد.[45]
- 2014: محمد ديب: حكاية ثائر متأمل (مقال).[46]
- 2001: العالم... تقريبًا: شعر، إصدارات رابطة إبداع الثقافيّة، الجزائر.[47]
- 2014: الطاهر وطار بين الخطاب الواقعي والخطاب التاريخي.[48]
- 2017: في الأصول التراثية للخطاب النقدي الحداثي.[49]

## جوائز
حاز الكاتب على جائزة وزارة الثقافة عام 1996، وجائزة سعاد الصباح في الشعر عام 2002، وجائزة رئيس الجمهورية في الشعر عام 2008، وتكريم من اتحاد كتاب مصر عن كتابات الخيال العلمي عام 2017.